# Le Miroir (journal de la Révolution)
Pour les articles homonymes, voir Le Miroir.
Le Miroir est un journal français paru sous le Directoire, de 1796 à 1799.

## Histoire
Le Miroir est un journal d'opposition royaliste, créé par Souriguières et Beaulieu le 11 floréal an IV (30 avril 1796).
À la suite du coup d'État du 18 fructidor an V, les imprimeurs et auteurs du journal sont « prévenus de conspiration contre la sûreté intérieure et extérieure de la République », et doivent être emprisonnés à La Force. Les décrets ne sont cependant pas appliqués, mais le journal cesse de paraître. Par un arrêté du 16 fructidor an VII (2 septembre 1799), c'est à une peine de déportation à l'Île d'Oléron que sont condamnés Beaulieu et Souriguières, qui réussissent à s'y soustraire.
À l'instar d'autres journaux cherchant à échapper à la censure politique, Le Miroir parait ensuite sous le titre Journal des spectacles, des mœurs et des arts, ce qui n'empêche pas un procès en mai 1821, pour l'utilisation de « sarcasme politique ». Le journal est cependant acquitté.